# Alchemilla substrigosa
Alchemilla substrigosa é uma espécie de rosácea do gênero Alchemilla, pertencente à família Rosaceae.